# Terre de Bradley
Pour les articles homonymes, voir Bradley.

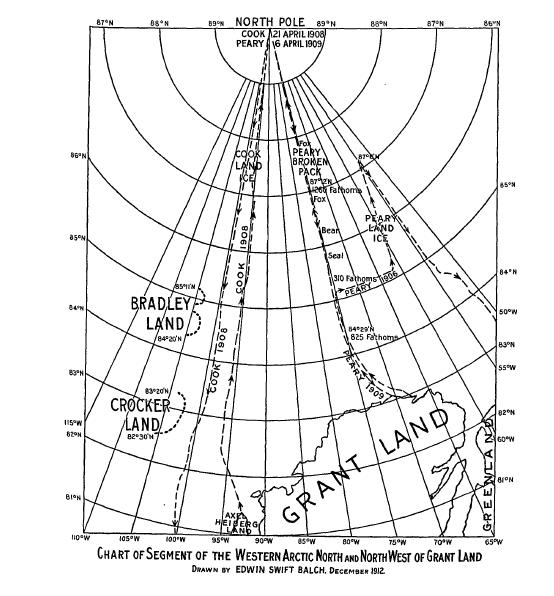
Localisation supposée de la terre de Bradley, vue par Frederick Cook, et de la terre de Crocker, vue par Robert Peary.

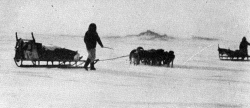
Photo de l'expédition de 1909 de Cook, avec ce qu'il décrit comme la terre de Bradley en arrière-plan.

La terre de Bradley est le nom que Frederick Cook donne à une île fantôme qu'il affirme avoir vue entre  et  lors d'une expédition en 1909. Il la décrit comme deux masses entrecoupées d'un détroit ou d'une indentation. La terre est nommée en l'honneur de John R. Bradley, sponsor de l'expédition de Cook.
Cook publie deux photographies de cette île et la décrit ainsi : « La côte sud ressemble à celle de l'île Heiberg, avec des montagnes et des hautes vallées. J'estime que la côte nord est haute d'environ 1 000 pieds, plate, et recouverte d'une fine couche de glace. ».
Il est maintenant certain qu'aucune terre ne se trouve à cette position. Les observations de Cook sont soit le résultat d'une erreur d'identification d'un morceau de banquise, soit une fabrication pure et simple. Les compagnons inuits de Cook ont reporté que les photographies ont en fait été prises près des côtes de l'île Axel Heiberg.